# Xã Whiteside, Quận Beadle, Nam Dakota
Xã Whiteside (tiếng Anh: Whiteside Township) là một xã thuộc quận Beadle, tiểu bang Nam Dakota, Hoa Kỳ. Năm 2010, dân số của xã này là 34 người.